# L 173-19
L 173-19 is een ster met een zwakke magnitude . De ster staat ongeveer 26,80 lichtjaar van de zon.